# Erigonoplus alticeps
Erigonoplus alticeps är en spindelart som först beskrevs av Denis 1951.  Erigonoplus alticeps ingår i släktet Erigonoplus och familjen täckvävarspindlar.
Artens utbredningsområde är Frankrike. Inga underarter finns listade i Catalogue of Life.